# Misty (Pokémon)
Misty (Kasumi) fiktivan je lik iz Pokémon franšize – videoigara, animiranih serija, manga stripova, knjiga, igračaka i ostalih medija kojima je tvorac Satoshi Tajiri.
Misty se u nekoliko sezona pojavljuje u Pokémon animiranoj seriji te u manga stripovima The Electric Tale of Pikachu i Ash & Pikachu. Mistyjin lik utemeljen je na Vođi Dvorane grada Ceruleana iz Pokémon videoigara.
Njeno englesko ime dolazi od engleske riječi "misty" = maglovito, što se savršeno poklapa sa značenjem njezina japanskog imena (Kasumi na japanskom znači maglovito, zamagljeno).
U japanskoj verziji Pokémon animirane serije, Misty glas posuđuje Mayumi Iizuka, a u engleskoj verziji glas joj posuđuje Rachel Lillis. Ipak, u epizodi The Mastermind of Mirage Pokémon, glas joj je posudila Michele Knotz. U hrvatskim verzijama Misty je glas posuđivala Jasna Palić-Picukarić, no tijekom Johto epizoda njezin je glas promijenjen.

## U animiranoj seriji

### Kao redoviti član
Iako je Misty Vođa Dvorane grada Ceruleana u videoigrama, ona prepušta svoju dužnost u Dvorani svojim trima sestrama, Daisy, Lily i Violet, da bi otišla na putovanje s Ashom Ketchumom. Tijekom prvih pet sezona nosila je žuti ribički top i kratke plave hlačice s tregerima, a trenutačno nosi slično obojenu odjeću bez tregera. Voli uobičajene "djevojačke" i romantične stvari, iako je još djevojčica.
Malo je iskompleksirana činjenicom koju joj njene sestre nabijaju na nos, a to je da postoje samo tri "Senzacionalne sestre" (ime pod kojim izvode sinkronizirano plivanje) i jedna "odmetnica". Ipak, ovo se umanji tijekom vremena; Misty se jako zbliži s Daisy (koja je majčinski nastrojena prema Misty), iako je Lily i Violet i dalje tretiraju kao dijete. 
Iako je inače veoma srdačna i osjećajna, ima i zločestu narav, loše ponašanje, iskrivljenu sliku o drugima, te je ponekad veoma nestrpljiva i tvrdoglava. Misty, kao i mnoge druge protagonistice animiranih serija, ima pristup Hammerspaceu, često iz zraka izvlači batić od papirnatih lepeza kako bi njime udarila Asha, ponekad i Brocka, po glavi kada je naljute, iako se ovo prorijedilo tijekom narednih epizoda. Često pokušava obuzdati Brocka kada se ovaj rastopi pred lijepim djevojkama, vukući ga za uho. Isto tako, često se suprotstavlja Ashu u nekim epizodama. Gajila je snažne osjećaje prema Ashu, iako se to smanjilo od njezina odsustva. Mrzi Pokémon Bube i ne voli mrkve i paprike.
Misty ima veliku želju postati najbolja trenerica Vodenih Pokémona unatoč ismijavanju njenih sestara, te njeni Pokémoni reflektiraju ovu aspiraciju. Sreće Asha nakon što on posudi/ukrade njen bicikl, koji kasnije biva spržen od Pikachuova Udara groma (Thunderbolt). Ona to koristi kao ispriku da bi postala njegova prijateljica, često mu govoreći kako ga neće ostaviti na miru dok joj ne kupi novi bicikl. No, ovaj zaplet kasnije postaje sporan jer Misty zaboravi zašto je uopće krenula na putovanje s Ashom. 
Misty osjeća strah i iskrenu odbojnost prema Pokémon Bubama. Jedina je iznimka Surskit, vjerojatno iz razloga što je Surskit Buba/Vodeni tip Pokémona, a Misty se specijalizirala za Vodene Pokémone.
Misty se divi trenerici Ledenih Pokémona, Primi (postoji zbrka među fanovima ako je u američkim verzijama Prima jednaka Lorelai. U japanskoj verziji, trenerica o kojoj se ovdje radi poznata je kao Shitennou Kanna, te je ekvivalent američkoj članici Elitne Četvorke, Lorelai). Misty je dobra prijateljica sa Sakurom, mladom djevojkom prema kojoj se njene sestre ponašaju kao da je malo dijete.
Kada Ash nadogradi svoj Pokédex u Johto regiji, Poké-jaje koje je društvo nosilo uokolo izlegne se u Togepija. Misty je na kraju zadržala Togepija jer je on smatra njegovom "majkom", iako je Ash pobijedio u turniru koji je uključivao trojac i Tim Raketa. Ona preuzima majčinsku ulogu prema Togepiju, te je nerazdvojna od njega kroz Orange i Johto epizode.

### Misty krozHoennepizode
Nakon što je nadoknadila svoj bicikl na kraju Silver Konferencije Johto Lige, vraća se u Dvoranu grada Ceruleana da bi preuzela svoje dužnosti kao Vođa Dvorane, dok njene sestre odu na krstarenje oko svijeta. Više se ne pojavljuje u Advanced Generation epizodama, izuzev dvije epizode. Ipak, najčešće je glavni lik u Pokémon Kronikama. U jednoj od njenih manjih pojavljivanja u Advanced Generation epizoda, njen je Togepi evoluirao u Togetica, te ga ona oslobodi, nakon što on odluči da će ostati u Kraljevstvu čuda. Nakratko se pojavila u jednoj od epizoda gledajući Asha u njegovim Hoenn borbama iz svoje Dvorane. Nakon što se Ash natjecao u Hoenn Ligi, vratio se u grad Pallet gdje ga je Misty dočekala da bi nakratko s njim putovala. Doduše, nije jedina koja se odlučila krenuti zajedno s njim, jer mu se pridruže i May, Max i Brock kroz njegove Battle Frontier izazove. Ona ostaje u njegovu društvu naredne tri epizode, te se nakratko nakon toga vrati u Dvoranu.
Misty je bila jedna od gošća u epizodi The Mastermind of Mirage Pokémon, posebnoj epizodi posvećenoj desetoj godišnjici Pokémona.

## Mistyjini Pokémoni
Misty je Vođa Dvorane grada Ceruleana, pa može imati više od šest Pokémona "pri ruci".

### Pokémoni "pri ruci"
- Goldeen

Goldeen je prvi Pokémon s kojim je Misty viđena, i uhvatila ga je prije nego što je srela Asha. U svom prvom pojavljivanju, koristila je Goldeena da bi omela Tim Raketa, iako ga je inače koristila kao potporu drugim Pokémonima kao što je Corsola. Misty je zadržala Goldeena kroz čitavo putovanje. Goldeen se nije mogao boriti na suhom, pa ga se rijetko moglo vidjeti. Goldeen je jedan od boljih plivača među Mistyjinim Pokémonima, jer ga je često koristila za neke potrage i izvlačenja iz mora ili rijeka.
- Staryu

Staryu je još jedan od prvih Pokémona koje je uhvatila te je (uz Goldeena) jedini Pokémon kojeg je zadržala kroz čitavo putovanje. Uhvatila ga je prije nego što je srela Asha. Staryu je jedan od Pokémona koji je korišten kao potpora ostalim važnim Vodenim Pokémonima kao što su Ashov Totodile i Squirtle, ali i Pokémon koji pomaže Brocku da bi prešao preko vode kada glavni likovi moraju preplivati velike udaljenosti. Mistyjin Staryu jedan je od Mistyjinih najboljih boraca. Staryu je borac, dok je Starmie plivač.
- Starmie

Iako Staryu evoluira u Starmieja, ovo je zaseban Pokémon od gore spomenutog Staryua. Ovo je dovelo fanove do zaključka da je Misty u nekom dijelu imala dva Staryua, te je jednog odlučila razviti. Treći je Pokémon kojeg je Misty uhvatila prije nego što je upoznala Asha, te je prvi put korišten u njenoj Dvoranskoj borbi protiv Asha, bez sumnje da bi se kopirala Dvoranska borba protiv nje u Pokémon Red i Blue videoigrama. Misty je svog Starmieja koristila u Kanto regiji, ali ga je ostavila u Dvorani grada Ceruleana s njenim sestrama gdje je nastanio ribnjake u Dvorani, kao i njen Horsea. Čini se da je Mistyjin Starmie slabiji od njezina Staryua; svaki put kada pošalje Starmieja na protivnika, uvijek je onesviješten nakon tri udarca, dok Staryu može izdržati dulje. Starmieja se češće koristilo za neke druge svrhe, kao što je prelaženje preko vodenih površina, nego za borbu.
- Horsea

Horsea je bio bolestan Pokémon kojeg je Misty uhvatila na obali grada Porta Viste. Bio je prvi Pokémon kojeg je Misty uhvatila tijekom njezina prikazivanja. Doduše, kasnije se otkrilo da Horsea postaje sve boležljiviji što je duže bio izvan vode. Zbog njegova stanja, Misty ga je ostavila kod njenih sestara u Dvorani, zajedno sa svojim Starmiejem. Mistyjin Horsea vjerojatno je najslabiji Pokémon što se tiče borbe, jer ga skoro nikada nije koristila za borbu; ipak, pokazao je da ima pametnu stranu kada je ostavljao trag tinte kada je bio ukraden da bi ga Misty kasnije mogla pronaći.
- Psyduck

Psyduck je Pokémon koji se sam uspio uhvatiti kada je Misty slučajno ispala jedna od njenih Poké-lopta. Psyduck je smeten i odsutan, te često ima glavobolje, koje su uvelike živcirale Misty. Ipak, kada njegova glavobolja postane dovoljno moćna, Psyduck može pokazati nevjerojatne psihičke moći i postati zastrašujući protivnik. Kako bi izazvala glavobolju kod Psyducka u borbi, Misty bi često tjerala njene protivnike da ga napadaju, nadajući se da će povećati njegovu glavobolju. Unatoč njegovim borbenim mogućnostima, Psyduck je većinom bio nesposoban Pokémon i, iako je Vodeni tip Pokémona, ne zna plivati. Psyduck je bio prepoznatljiv po tome što je često iskakao iz svoje Poké-lopte, sramoteći Misty.
- Poliwag –> Poliwhirl –> Politoed

Jedini Pokémon kojeg je Misty uhvatila na Orange Otocima bio je Poliwag. Poliwag je u početku pomogao Misty da bi pronašla ljekovitu travu, koju bi mogla iskoristiti kao lijek da bi pomogla Ashu i Traceyu (i kasnije, Timu Raketa), jer su udahnuli Vileplumove Omamljujuće spore (Stun Spore). U Johto epizodama, Ash i Misty imali su meč kako bi odlučili čija je Poké-lopta uhvatila Totodilea, i tko će ga zadržati. Misty je upotrijebila Poliwaga protiv Ashova Bulbasaura, te je Poliwag evoluirao u Poliwhirla tijekom borbe. U narednim epizodama, Ash je osvojio Kraljev kamen, koji je Poliwhirl nesvjesno uzeo. Vratio se u Poké-loptu, te se razvio u Politoeda kada ga se kasnije poslalo u borbu protiv Tima Raketa. Misty je smatrala da je Politoed jako sladak, i mislila da je bolje da se Poliwhirl razvio u njega nego u Poliwratha. Politoed voli navijati za druge Mistyjine Pokémone, kao i neke Ashove i Brockove. Od sada, Politoed je jedini Pokémon 2. Stupnja kojeg Misty ima u svom timu. Čini se da je Politoed, otkad se razvio, postao nešto slabiji borac od onog kada je bio Poliwhirl.
- Corsola

Corsola je jedini Pokémon kojeg je Misty uhvatila u Johto regiji. Otada, postala je njen glavni borac, te ju je često koristila u Dvoranskim borbama. Njena glavna tehnika Oporavka (Recover) dopušta joj da naknadi svu štetu koju je pretrpjela u borbi. Misty je koristila Corsolu mnogo više puta nego svoje ostale Pokémone, uključujući i Staryua i Goldeena koji su s Misty bili tijekom svih njenih pojavljivanja u seriji.
- Gyarados

Gyarados je bio jedini Vodeni Pokémon kojeg se Misty bojala i zgražala. Ipak, nakon što je Ash krenuo prema Hoennu, Misty je uspjela prevladati svoj strah od Gyaradosa te sada koristi jednog kao dio njezina tima. Kada je Dvorana grada Ceruleana bila provjeravana, Misty se bacila ispred napada koji je krenuo prema Gyaradosu, koji je bio zatočen u kavezu. Misty je primila udarac, te se u tom trenutku Gyarados posvetio Misty, što je uvelike pomoglo Misty da prevlada strah. Misty i Gyarados sada su toliko bliski da Misty pokazuje svoju naklonost prema njezinu Gyaradosu tako da poljubi Poké-loptu prije nego što ga pusti iz nje.
- Luvdisc

Misty je stekla Luvdisca dok se vraćala u grad Cerulean nakon posjeta Ashu u Hoenn, i nazvala ga Casurin. Mistyjina sestra, Daisy isto ima Luvdisca nadimka Luverin; oba Luvdisca koriste se u Vodenim predstavama i zaljubljena su jedan u drugog.
- Azurill

Azurill je mlada Pokémon beba, koju je Misty dobila na dar od Traceyja. Traceyjev je Marill majka, iako je identitet oca nepoznat. Azurill je poput zamjene za Mistyjina Togepija, te ga ona drži u rukama kao što je nekada držala Togepija. Nasuprot Togepiju, Misty Azurilla koristi u borbama.
- Seaking #2

Nakon što je postala Vođa Dvorane grada Ceruleana, Misty je dobila dvoranskog Seakinga.

## Oslobođeni Pokémoni
- Seaking #1

Misty je uhvatila Seakinga u jednoj epizodi kada je prisustvovala natjecanju u kojem je bio glavni cilj uhvatiti najvećeg Seakinga. Nakon borbe s još jednim izazivačem, Misty je pobijedila. Nitko zapravo ne zna gdje je Seaking sad, iako se pretpostavlja da su svi treneri koji su ih uhvatili vratili u divljinu.
- Togepi –> Togetic

U epizodi 46, Ash je pronašao misteriozno Poké-jaje. Četiri epizode kasnije, jaje se izleglo u Togepija. Ash i njegovi prijatelji nisu se mogli složiti tko će biti Togepijev trener, te su odlučili organizirati mali turnir u kojem će pobjednik zadržati Togepija, te je Ash pobijedio. Ipak, Misty je prva osoba koju je Togepi ugledao nakon što se izlegnuo, i uvjeren je da je ona njegova majka. Ash nije imao mnogo izbora nego predati joj Togepija. Sve do Mistyjina posljednjeg pojavljivanja u petoj sezoni Pokémon animirane serije, Togepi je bio Mistyjina mala beba, te su ga tako tretirali i drugi treneri i njihovi Pokémoni, kao i sama Misty koja ga je većinom nosila uokolo u njenim rukama. Iako Togepi zna neke napade, kao što je Metronom (Metronome), Misty nije bila svjesna njegovih sposobnosti. Neko vrijeme kasnije, Misty je tajanstveno poslana u Hoenn zbog pozivnice te se ponovo sreće s Ashom. Poslani su u Kraljevstvo čuda, te tamo jedan od dužnosnika želi ukrasti Togepija, jer se on smatra svetim u Kraljevstvu čuda. Tada Togepi evoluira u Togetica da bi zaštitio Togepije, Misty i ostalo društvo od dužnosnika. Na kraju, Misty oslobodi Togetica da bi štitio Togepije u Kraljevstvu čuda.